# Gau Ostfalen
Der sogenannte Gau Ostfalen war der Versuch einiger NS-Bürokraten, allen voran der braunschweigische Ministerpräsident Dietrich Klagges, einen neuen Reichsgau „Ostfalen“ aus Teilen der preußischen Provinz Hannover und dem Freistaat Braunschweig zu kreieren. Alle Versuche scheiterten jedoch.

## Hintergründe
Bereits der Geograph Kurt Brüning (1897–1961) befasste sich mit der Neugliederung der nordwestdeutschen Territorien zur Gründung eines neuen Landes Niedersachsen.
Klagges plante einen neuen Gau „Ostfalen“. Er berief sich auf das alte „Sachsenland“ Heinrichs des Löwen mit seinen Teilen Westfalen, Engern, Ostfalen, den Nordelbingern und den Friesen.  Der geplante Gau hätte aus den zersplitterten Gebieten des Freistaates Braunschweig, der hannoverschen Regierungsbezirke Hildesheim und Lüneburg, dem Kreis Wernigerode und der Stadt Halberstadt der preußischen Provinz Sachsen bestanden.

## Nachkriegsgeschichte
Das Land Niedersachsen wurde 1946 aus dem Land Hannover, dem Land Braunschweig, dem Land Oldenburg und dem Land Schaumburg-Lippe gebildet und basiert auf der früheren Idee Kurt Brünings, einen größeren nordwestdeutschen Staat zu gründen. Zur Gründung eines eigenen Landes Ostfalen, bzw. zur Aufrechterhaltung des Landes Braunschweig, kam es nicht mehr.
Die Idee zur Gründung eines eigenen Landes Ostfalen wird auch beim Vorschlag zur Neugliederung des Bundesgebietes nach Werner Rutz genannt. So würde man bei diesem Vorschlag Niedersachsen in die Bundesländer Ostfalen, Ems-Weserland und Engern aufteilen, wobei Engern vor allem aus ehemaligen westfälischen Gebieten (Regierungsbezirk Detmold) bestehen würde und der Norden Niedersachsens südlich der Elbe von Schleswig-Holstein annektiert würde.